# Euphaea aspasia
Euphaea aspasia – gatunek ważki z rodziny Euphaeidae.